# Hemihyalea
Hemihyalea är ett släkte av fjärilar. Hemihyalea ingår i familjen björnspinnare.

## Dottertaxa tillHemihyalea, i alfabetisk ordning[1]
- Hemihyalea annario
- Hemihyalea argillacea
- Hemihyalea asignata
- Hemihyalea battyi
- Hemihyalea biornata
- Hemihyalea carteronae
- Hemihyalea celsicola
- Hemihyalea cornea
- Hemihyalea daraba
- Hemihyalea darabana
- Hemihyalea debilis
- Hemihyalea despaignei
- Hemihyalea diminuta
- Hemihyalea edwardsii
- Hemihyalea erganoides
- Hemihyalea euornithia
- Hemihyalea extincta
- Hemihyalea fuscescens
- Hemihyalea griseiventris
- Hemihyalea hampsoni
- Hemihyalea haxairei
- Hemihyalea hidalgonis
- Hemihyalea klagesi
- Hemihyalea labecula
- Hemihyalea ludwigi
- Hemihyalea mansueta
- Hemihyalea melas
- Hemihyalea niger
- Hemihyalea nimbipicta
- Hemihyalea ochracea
- Hemihyalea ochreous
- Hemihyalea oligocycla
- Hemihyalea orientalis
- Hemihyalea quercus
- Hemihyalea rhoda
- Hemihyalea schausi
- Hemihyalea splendens
- Hemihyalea tabeculoides
- Hemihyalea testacea
- Hemihyalea translucida
- Hemihyalea utica